# Elitserien i volleyboll för damer 2021/2022
Elitserien i volleyboll för damer 2021/2022 spelas under perioden 25 september 2021 – april 2022. Grundserien spelades 25 september 2021 – 5 mars 2022 och SM-slutspelet spelas 10 mars – april 2022. Samtliga lag från föregående års elitserie deltog i serien. Hylte/Halmstad VBK blev svenska mästare genom att finalen besegra Örebro Volley i tre raka matcher. Damlaget gick precis som klubbens herrlag igenom seriespelet utan förlust och förlorade inte heller någon match i slutspelet.

## Regler
- I seriespelet mötte alla lag alla både hemma och borta
- De åtta bästa i serien gick vidare till slutspel. Där spelades varje möte i bäst av fem matcher, förutom match om tredjepris
- De två sista lagen i serien spelade ett dubbelmöte där det förlorande lag behövde kvala mot vinnande division 1 lag för att behålla sin plats i serien
- Svenska volleybollförbundets lag RIG Falköping kunde, som tidigare år, inte kvalificera sig för Grand Prix, slutspel eller bli degraderat.

## Tabell
| Pos | Lag                | M  | V  | F  | P  | SV | SF | SK     | BV   | BF   | BK    | Kvalificering |
| --- | ------------------ | -- | -- | -- | -- | -- | -- | ------ | ---- | ---- | ----- | ------------- |
| 1   | Hylte/Halmstad VBK | 20 | 20 | 0  | 59 | 60 | 4  | 15,000 | 1581 | 992  | 1,594 | Slutspel      |
| 2   | Örebro Volley      | 20 | 17 | 3  | 49 | 54 | 14 | 3,857  | 1617 | 1223 | 1,322 | Slutspel      |
| 3   | Engelholms VS      | 20 | 16 | 4  | 48 | 52 | 19 | 2,737  | 1646 | 1284 | 1,282 | Slutspel      |
| 4   | Linköpings VC      | 20 | 12 | 8  | 38 | 42 | 31 | 1,355  | 1623 | 1482 | 1,095 | Slutspel      |
| 5   | Lunds VK           | 20 | 12 | 8  | 35 | 38 | 29 | 1,310  | 1457 | 1395 | 1,044 | Slutspel      |
| 6   | Sollentuna VK      | 20 | 9  | 11 | 30 | 36 | 37 | 0,973  | 1558 | 1578 | 0,987 | Slutspel      |
| 7   | Värnamo Volley     | 20 | 8  | 12 | 22 | 29 | 42 | 0,690  | 1442 | 1612 | 0,895 | Slutspel      |
| 8   | IKSU               | 20 | 7  | 13 | 22 | 24 | 44 | 0,545  | 1325 | 1580 | 0,839 | Slutspel      |
| 9   | Gislaveds VBK      | 20 | 5  | 15 | 16 | 24 | 49 | 0,490  | 1400 | 1695 | 0,826 | Play Down     |
| 10  | Lindesbergs VBK    | 20 | 2  | 18 | 6  | 11 | 55 | 0,200  | 1124 | 1595 | 0,705 | Play Down     |
| 11  | RIG Falköping      | 20 | 2  | 18 | 5  | 11 | 57 | 0,193  | 1293 | 1630 | 0,793 |               |

## Slutspel
|  | Kvartsfinaler och återkval | Kvartsfinaler och återkval |                     |   | Semifinaler         | Semifinaler         |  |  | Final | Final |
|  |                            |                            |                     |   |                     |                     |  |  |       |       |
|  | 10, 16 och 20 mars         |                            |                     |   |                     |                     |  |  |       |       |
|  |                            |                            |                     |   |                     |                     |  |  |       |       |
|  | Hylte/Halmstad VBK         | 3                          |                     |   |                     |                     |  |  |       |       |
|  | Hylte/Halmstad VBK         | 3                          | 3, 6 och 9 april    |   |                     |                     |  |  |       |       |
|  | Värnamo Volley             | 0                          |                     |   |                     |                     |  |  |       |       |
|  | Värnamo Volley             | 0                          | Hylte/Halmstad VBK  | 3 |                     |                     |  |  |       |       |
|  | 12, 17 och 19 mars         |                            | Hylte/Halmstad VBK  | 3 |                     |                     |  |  |       |       |
|  |                            | Linköpings VC              | 0                   |   |                     |                     |  |  |       |       |
|  | Linköpings VC              | Linköpings VC              | 0                   | 3 |                     |                     |  |  |       |       |
|  | Linköpings VC              |                            | 18, 21 och 24 april | 3 |                     |                     |  |  |       |       |
|  | IKSU                       | 0                          |                     |   |                     |                     |  |  |       |       |
|  | IKSU                       | 0                          | Hylte/Halmstad VBK  | 3 |                     |                     |  |  |       |       |
|  | 12, 16 och 19 mars         |                            | Hylte/Halmstad VBK  | 3 |                     |                     |  |  |       |       |
|  |                            | Örebro Volley              | 0                   |   |                     |                     |  |  |       |       |
|  | Örebro Volley              | Örebro Volley              | 0                   | 3 |                     |                     |  |  |       |       |
|  | Örebro Volley              | 3, 6, 9, 12 och 14 april   |                     | 3 |                     |                     |  |  |       |       |
|  | Sollentuna VK              | 0                          |                     |   |                     |                     |  |  |       |       |
|  | Sollentuna VK              | 0                          | Örebro Volley       | 3 |                     |                     |  |  |       |       |
|  | 12, 16 och 20 mars         |                            | Örebro Volley       | 3 |                     |                     |  |  |       |       |
|  |                            | Engelholms VS              | 2                   |   | Match om tredjepris | Match om tredjepris |  |  |       |       |
|  | Engelholms VS              | Engelholms VS              | 2                   | 3 | Match om tredjepris | Match om tredjepris |  |  |       |       |
|  | Engelholms VS              |                            | 18 och 24 april     | 3 |                     |                     |  |  |       |       |
|  | Lunds VK                   | 0                          |                     |   |                     |                     |  |  |       |       |
|  | Lunds VK                   | 0                          | Linköpings VC       | 0 |                     |                     |  |  |       |       |
|  |                            |                            |                     |   |                     |                     |  |  |       |       |
|  | Engelholms VS              | 2                          |                     |   |                     |                     |  |  |       |       |
|  | Engelholms VS              | 2                          |                     |   |                     |                     |  |  |       |       |

- Slutspelet spelades i bäst av 5 matcher. Slutspelet spelas som kvartsfinaler, semifinaler och final och innehåller inget återkval, vilket förekom de närmast föregående åren.

## Play Down
Gislaveds VBK och Lindesbergs VBK möttes i ett dubbelmöte 12 och 19 mars, där Gislaved vann bägge matcherna Lindesberg behövde därför spela kval till elitserien (där de förlorade mot Göteborg Volleybollklubb och därför blev degraderade).

## Individuella prestationer

### Grundspelet[3]
- Bästa poängplockare:
  - Per set & totalt: Caitlin Tipping, Linköpings VC, 5,22 poäng/set och 381 poäng totalt
- Bästa servare: 
  - Per set: Ida Almkvist, RIG Falköping: 1,67 servess/set
  - Totalt: Stina Rix, Lunds VK, 36 serveess totalt.
- Bästa blockare: 
  - Per set: Bruna da Silva, Hylte/Halmstad VBK, 0,89 vinnande block/set
  - Totalt: Caitlin Tipping, Linköpings VC, 60 vinnande block totalt
- Bästa lag:
  - Passare:Hannah Angeli , Hylte/Halmstad VBK
  - Centrar: Bruna da Silva, Hylte/Halmstad VBK och  Lovisa Sundqvist, Linköpings VC
  - Vänsterspikrar: Milca Lubieska da Silva, Hylte/Halmstad VBK och Ida Almkvist, RIG Falköping
  - Högerspiker: Caitlin Tipping, Linköpings VC

### Slutspelet[2]
- Bästa poängplockare:
  - Per set: Milca Lubieska da Silva, Hylte/Halmstad VBK, 6,48 poäng/set
  - Totalt: Leah Clayton, Örebro Volley, 212 poäng
- Bästa servare: 
  - Per set: Harriet Gillson, Lunds VK, 0,57 serveess/set
  - Totalt: Cecilia Malm, Engelholms VS, 20 serveess totalt
- Bästa blockare: 
  - Per set & totalt: Elsa Arrestad, Örebro Volley, 0,92 vinnande block/set, 34 vinnande block totalt
- Bästa lag:
  - Passare: Josephine Tegenfalk, Örebro Volley
  - Centrar: Bruna da Silva, Hylte/Halmstad VBK och Elsa Arrestad, Örebro Volley
  - Vänsterspikrar: Cecilia Malm, Engelholms VS och Milca Lubieska da Silva, Hylte/Halmstad VBK
  - Högerspiker: Jona Vigfusdottir, Hylte/Halmstad VBK

## Fotnoter
1. 1 2 3  ”SM-slutspel Damer 2021/22”. Svenska Volleybollförbundet. https://svbf-web.dataproject.com/CompetitionMatches.aspx?ID=281&PID=363. Läst 6 maj 2022.
2. 1 2 3  ”SM-slutspel Damer 2021/22”. Elitserien Volleyboll. https://svbf-web.dataproject.com/CompetitionHome.aspx?ID=281. Läst 21 mars 2022.
3. 1 2  ”Elitserien Damer 2021/22”. Elitserien Volleyboll. https://svbf-web.dataproject.com/CompetitionHome.aspx?ID=263. Läst 21 mars 2022.
4. ↑  ”Play Down”. Svenska volleybollförbundet. https://svbf-web.dataproject.com/CompetitionMatches.aspx?ID=282&PID=364. Läst 19 september 2022.